# Ostanès
Ostanès est un mage légendaire antique.

## Sources antiques
Il est mentionné pour la première fois par Xanthos le Lydien (vers -450), comme l'un des magiciens de la lignée de Zoroastre jusqu'à l'époque d'Alexandre le Grand : il serait l'un des premiers membres de cette lignée dont il place le début cinq mille ans avant la chute de Troie.

« Depuis les Mages, dont le premier fut Zoroastre le Perse, jusqu'à la prise de Troie, Hermodore le Platonicien dit qu'il y eut cinq mille ans. Xanthos le Lydien, pour sa part, dit qu'il y eut six mille ans de Zoroastre jusqu'à la traversée de Xerxès et qu'après lui se succédèrent de nombreux Mages, qui avaient nom : Ostanas et Astrampsychos, Gôbryas et Pazatas, jusqu'à l'anéantissement des Perses par Alexandre »

— Diogène Laërce, I, 2.
L'une des principales sources sur la légende est l’Histoire Naturelle de Pline l'Ancien , pour qui le premier auteur sur la magie est un certain Osthanes qui accompagne Xerxès Ier dans son expédition contre la Grèce (-480). 

« Le premier, d'après le résultat de mes recherches, qui ait écrit sur ce sujet et dont les ouvrages subsistent, est Osthanàs. Il avait accompagné Xerxès dans la guerre faite aux Grecs par ce prince; il dissémina pour ainsi dire les germes de cet art monstrueux, et en infecta tous les lieux qu'il parcourut. Les auteurs exacts placent peu de temps avant lui un autre Zoroastre de Proconnèse. C'est cet Osthanes, cela est certain, qui inspira aux peuples de la Grèce, non l'amour, mais la rage de cette science. Toutefois je remarque qu'anciennement et presque toujours on chercha dans cette science le plus haut point de l'éclat et de la gloire littéraires

(...)

Comme l'enseignait Osthanes, il y a plusieurs espèces de magie : la magie emploie l'eau, les boules, l'air, les étoiles, les lampes, les bassins, les haches, et beaucoup d'autres moyens ; toutes pratiques qui promettent la divination, et, en outre, les colloques avec les ombres et les enfers. »

Une génération après Pline, Philon de Byblos fait référence à un Octateuque, composé par Ostanès. À partir de la fin du Ier siècle, il est considéré comme une autorité sur la nécromancie et diverses formes de divination et de nombreux ouvrages lui sont attribués. Les légendes sur son compte continuent de se multiplier à l'époque romaine tardive et byzantine.
D'après Synésios l'alchimiste le pseudo-Démocrite, au Ier siècle ap. J.-C., aurait détenu son savoir d'Ostanès le Mage. Il relate ainsi sa découverte de textes contenant la sagesse ancestrale ( topos qui donnera le mythe de la Table d'émeraude hermétique)  :

« Alors que nous nous trouvions dans le temple, une petite colonne se brisa par hasard, dont nous constatâmes que l'intérieur était vide. Pourtant Ostanès affirma qu'en elle se trouvaient, précieusement conservés, les livres ancestraux, et il la fit voir en grande pompe à tout le monde. En nous penchant pour regarder à l'intérieur, nous eûmes la surprise de voir que nous avions laissé échapper quelque chose, car nous y découvrîmes ce mot si utile [attribué à Ostanès] : “La nature se plaît dans la nature, la nature triomphe de la nature, la nature domine la nature”. »

#### Textes
- Joseph Bidez, Franz Cumont, Les Mages hellénisés, Paris, Les Belles Lettres, 1938, t. I, p. 165-212, 265-356.

#### Études
- André-Jean Festugière, La révélation d'Hermès Trismégiste, t. I : L'astrologie et les sciences occultes (1944), Paris, Les Belles Lettres, 1981.
- Roger Beck, "Thus Spake Not Zarathushtra: Zoroastrian Pseudepigrapha of the Greco-Roman World", in Boyce, Mary; Grenet, Frantz, A History of Zoroastrianism, Handbuch der Orientalistik, Abteilung I, Band VIII, Abschnitt 1, 3, Leyde, Brill, 1991, p. 491–565.